# Karolków Szwarocki
Karolków Szwarocki [kaˈrɔlkuf ʂfaˈrɔt͡ski] est un village polonais de la gmina de Rybno dans le powiat de Sochaczew et dans la voïvodie de Mazovie.